# Ostatni (singel)
Ostatni – singel Edyty Bartosiewicz zawierający piosenki z płyty Szok’n’Show.

## Lista utworów
Opracowano na podstawie materiału źródłowego.
1. „Ostatni” (transwersja) (muz., sł. E. Bartosiewicz) – 5:25
2. „Pomyśl o mnie” (muz., sł. E. Bartosiewicz) – 4:20

## Twórcy
Opracowano na podstawie materiału źródłowego
- Edyta Bartosiewicz – śpiew
- Maciej Gładysz – gitary
- Radosław Zagajewski – gitara basowa
- Krzysztof Poliński – bębny
- Romuald Kunikowski – instrumenty klawiszowe